# Nowy Dwór Gdański Cmentarz
Nowy Dwór Gdański Cmentarz – wąskotorowy przystanek osobowy znajdujący się w mieście Nowy Dwór Gdański, w powiecie nowodworskim, w województwie pomorskim, na trasie zlikwidowanej linii kolejowej z Nowego Dworu Gdańskiego Wąskotorowego do Jeziernika.

## Położenie i infrastruktura
Przystanek kolejowy składa się z jednego peronu, położonego w pobliżu bramy głównej cmentarza w Nowym Dworze Gdańskim, kilkaset metrów przed wałem przeciwpowodziowym.

## Historia
Linia kolejowa z Nowego Dworu Gdańskiego do Ostaszewa, później przedłużana, powstała w 1901, jednak sam przystanek, znajdujący się w pobliżu cmentarza, powstał dopiero pod koniec XX wieku, gdy linią zarządzały Polskie Koleje Państwowe. W 2001 Starostwo Powiatowe w Nowym Dworze Gdańskim przekazało Pomorskiemu Towarzystwu Miłośników Kolei Żelaznych w użytkowanie przejęte od PKP linie wąskotorowe, wtedy też w jego posiadanie trafił przystanek. Od tego momentu obsługiwany jest jedynie w okresie Wszystkich Świętych, przez specjalne składy kursujące z centrum miasta. Uruchamiane kursy są jedyną w Polsce możliwością dotarcia na cmentarz w okolicach 1 listopada koleją wąskotorową i cieszą się sporą popularnością wśród mieszkańców i turystów (w 2022 przez trzy dni przystanek obsłużył 1430 pasażerów).